# Sistema muscular

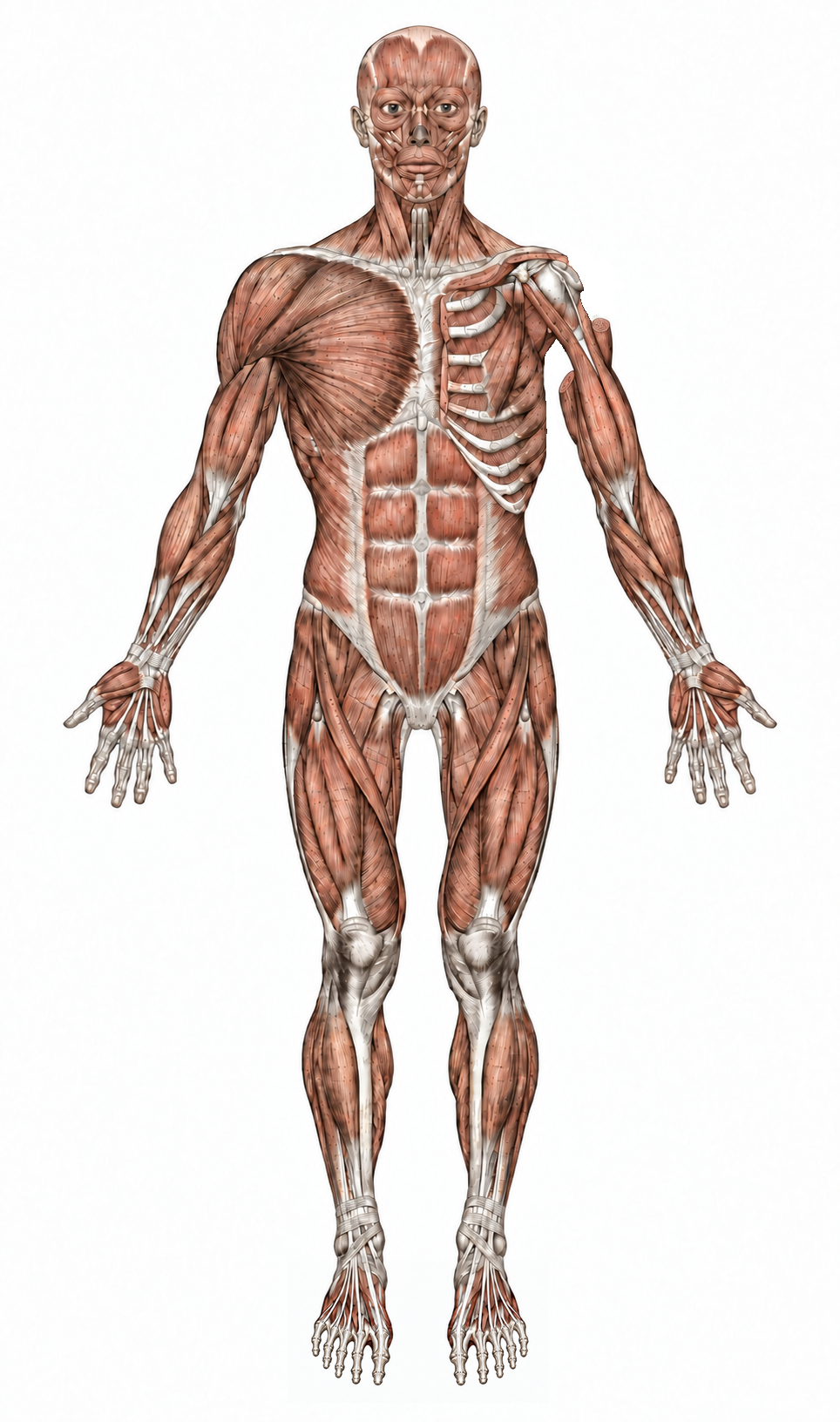
Sistema Muscular do corpo humano

O sistema muscular é o conjunto de músculos presentes no corpo. Esses músculos são formados por células ou fibras que possuem a capacidade de contrair e relaxar, possibilitando o movimento voluntário e funcionamento dos órgãos internos. Há três tipos de músculos presentes nos corpos de seres mamíferos:
- Estriado cardíaco: Como o nome diz, é o músculo responsável pelos batimentos e bombeamentos de sangue. Suas contrações são involuntárias. Chamado também de miocárdio.
- Estriado Esquelético: São responsáveis pelos movimentos musculares voluntários, controlados pelo sistema nervoso somático.[2] A maioria fixa-se aos ossos por meio de cordões fibrosos, chamados de tendões.
- Não estriado (liso): São os músculos responsáveis pelos movimentos involuntários do corpo, associados aos movimentos peristálticos e ao fluxo de sangue no organismo. A maioria é localizada em órgãos internos como o esôfago, o estômago, o intestino, as veias e as artérias.

## Formação dos músculos
A formação de músculos esqueléticos é dada por feixes que são fixados através de suas extremidades, onde são presas a uma peça óssea que não possui movimentação, considerada ponto fixo e denominada como origem. A outra extremidade, que está presa a uma peça óssea que se desloca, considerada ponto móvel e denominada como inserção. O que fixa estes músculos à estas extremidades são os tendões e aponeuroses.  A movimentação desses músculos é dada pelo encurtamento da distância entre as extremidades pelo processo de contração. Pelo fato de os músculos esqueléticos serem unidos a peças ósseas, eles são responsáveis, além da movimentação, pela postura do esqueleto.
Os tendões são estruturas alongadas que possuem formatos cilíndricos e são formadas pelo tecido conjuntivo denso modelado (responsável por levar os vasos sanguíneos até as células musculares). Sua função é ligar as extremidades dos músculos estriados.  
Os tendões possuem muitas fibras colágenas, o que lhes dá a cor branca e a capacidade de ter uma resistência à tração, sendo útil na movimentação do corpo. Eles são envoltos em uma bainha de conjuntivo denso, dívida em duas, uma presa ao tendão e outra ligada a estruturas adjacentes. Entre as camadas há um liquido lubrificante que auxilia na movimentação do tendão no interior da bainha.

#### Contração Muscular
A contração muscular é um processo bioquímico que ocorre em todos os músculos do corpo humano, sendo voluntárias ou não, ambas relacionadas ao sistema nervoso.
A reação se inicia com um estímulo nervoso mandado pelo cérebro, por meio de uma descarga elétrica de baixa voltagem distribuída por neurônios motores para os seus axônios conectados nos músculos designados. Os músculos ativados disponibilizam o hormônio acetilcolina, que desencadeia a contração das miofibrilas, sendo as mais relevantes a actina, miosina e a tropomiosina, causando a diminuição do tamanho total do músculo.